# Had Kourt
Had Kourt (arabiska: احد كورت) är en stad i Marocko. Den ligger i provinsen Sidi Kacem och regionen Rabat-Salé-Kénitra, 120 km nordost om huvudstaden Rabat. Antalet invånare var 7 843 vid folkräkningen 2014.